# Hernialde
Hernialde es un municipio español de la provincia de Guipúzcoa, en la comunidad autónoma del País Vasco.

## Toponimia
Hernialde podría traducirse del euskera al castellano como la zona del Hernio o junto al Hernio. En cualquier caso el nombre del pueblo alude a su ubicación en la falda oriental del emblemático monte Hernio.
El nombre del monte suele escribirse de forma indistinta con o sin hache, aunque es más habitual la forma sin hache (Ernio), mientras que el nombre del pueblo tradicionalmente se ha escrito y se sigue escribiendo con hache.
El gentilicio es hernialdetarra.
Es curioso y de comentar la estancia en Hernialde del cura Santa Cruz.
Hoy en día, Hernialde dispone de frontón, sala de juegos, KZ gunea y un parque infantil.
En cuanto al servicio de hostelería, en la plaza del pueblo está instalado el Ostatu. Ostatu dispone de sitio de alojamiento y ofrece comidas en todo periodo del año. Además del Ostatu, el pueblo cuenta con un restaurante llamado Elketa Jatetxea.
Todos los años, a mediados de agosto se celebran las fiestas de Andra Mari.
Anteriormente, se celebraban además de las fiestas patronales, las Gazte Festak (Fiesta de jóvenes), a mediados de septiembre. Debido a que los organizadores de estas fiestas dejaron a un lado esa labor, las Gazte Festak han desaparecido hasta buscar a un nuevo organizador o chavalería con ganas de organizar unas fiestas que nunca han fallado y nunca fallarán.

## Demografía
Hernialde cuenta con una población de 318 habitantes (INE 2024).
| Gráfica de evolución demográfica de Hernialde entre 1842 y 2021                                                     |
| |
| Población de derecho según los censos de población del INE Población de hecho según los censos de población del INE |

## Administración y política

### Gobierno municipal
| Periodo   | Nombre          | Partido | Partido  |
| --------- | --------------- | ------- | -------- |
| 2023-act. | Luis Arana Goya |         | Herniope |

| Partido político                    | 2023  | 2023  | 2023       | 2019  | 2019  | 2019       | 2015  | 2015  | 2015       | 2011  | 2011  | 2011       | 2007  | 2007  | 2007       |
| Partido político                    | %     | Votos | Concejales | %     | Votos | Concejales | %     | Votos | Concejales | %     | Votos | Concejales | %     | Votos | Concejales |
| Herniope                            | 92,85 | 117   | 7          | 88,74 | 134   | 7          | 89,51 | 128   | 7          | 93,02 | 160   | 7          | 98,98 | 195   | 7          |
| Partido Popular del País Vasco (PP) | —     | —     | —          | —     | —     | —          | —     | —     | —          | 0,58  | 1     | 0          | 0     | 0     | 0          |

#### Evolución de la deuda viva municipal
El concepto de deuda viva contempla solo las deudas con cajas y bancos relativas a créditos financieros, valores de renta fija y préstamos o créditos transferidos a terceros, excluyéndose, por tanto, la deuda comercial. Entre los años 2008 a 2023 este ayuntamiento no ha tenido deuda viva.